# Костюнин, Демьян Евстигнеевич
Демьян Евстигнеевич Костюнин — советский хозяйственный и государственный деятель, лауреат Государственной премии СССР за выдающиеся достижения в труде.

## Биография
Родился в 1928 году в селе Новоникольск. Член КПСС.
Окончил Лениногорский нефтяной техникум.
В 1941—1949 — рабочий колхоза.
В 1949—1952 — военнослужащий Советской армии.
В 1952—1953 — помощник начальника нефтепромысла треста «Бугульманефть».
В 1963—1968 — оператор по исследованию скважин и добычи нефти, в 1968—1989 — мастер, инженер-технолог районной инженерно-технологической службы НПУ «Альметьевнефть».
За большой личный вклад в наращивание темпов добычи нефти и газа был в составе коллектива удостоен Государственной премии СССР за выдающиеся достижения в труде 1983 года.
Умер в 2004 году в Альметьевске.

## Награды
- Орден Ленина (1971)
- Орден Знак Почёта (1974)